# Piero Brandi
Piero Brandi (ur. 22 stycznia 1939 w Pieve a Presciano, zm. 22 listopada 2004 w Arezzo) – włoski bokser kategorii lekkopółśredniej, medalista mistrzostw Europy, olimpijczyk.

## Kariera w boksie amatorskim
Zdobył srebrny medal w wadze lekkopółśredniej (do 63,5 kg) na mistrzostwach Europy w 1959 w Lucernie, po pokonaniu m.in. Jerzego Kuleja w ćwierćfinale i Węgra Istvána Juhásza w półfinale oraz przegranej w finale z Wladimirem Jengibarianem z ZSRR. Odpadł w ćwierćfinale tej kategorii na igrzyskach olimpijskich w 1960 w Rzymie po wygraniu dwóch walk i porażce z późniejszym złotym medalistą Bohumilem Němečekiem z Czechosłowacji. Na mistrzostwach świata wojskowych w 1961 w Fort Dix zdobył srebrny medal (w finale pokonał go Quincey Daniels ze Stanów Zjednoczonych).

## Kariera w boksie zawodowym
Walczył jako bokser zawodowy w latach 1962–1966. We wrześniu 1964 zdobył tytuł zawodowego mistrza Włoch w kategorii lekkopółśredniej, wygrywając z Sandro Lopopolo. Uległ temu pięściarzowi w walce rewanżowej w marcu 1965. Próbował zdobyć tytuł mistrza Europy EBU w tej wadze w maju 1966, ale obrońca tytułu Willi Quatuor pokonsł go przez nokaut w 8. rundzie. Później stoczył tylko jedną walkę i zakończył karierę.